# Kechika Ranges
Kechika Ranges är ett berg i Kanada.   Det ligger i provinsen British Columbia, i den centrala delen av landet, 3 700 km väster om huvudstaden Ottawa. Toppen på Kechika Ranges är 2 204 meter över havet, eller 143 meter över den omgivande terrängen. Bredden vid basen är 1,5 km.
Terrängen runt Kechika Ranges är kuperad åt sydväst, men åt nordost är den bergig. Trakten runt Kechika Ranges är nära nog obefolkad, med mindre än två invånare per kvadratkilometer.. Det finns inga samhällen i närheten.